# Molukse edelpapegaai
De Molukse edelpapegaai (Eclectus roratus) werd in 1776 door de in Nederland werkzame, Duitse predikant en natuuronderzoeker Philipp Ludwig Statius Müller geldig beschreven als Psittacus roratus. Het is een opmerkelijke soort papegaai omdat het mannetje en het vrouwtje verschillend gekleurd zijn, dit in tegenstelling tot de meeste andere papegaaiensoorten. Het verschil in het verenkleed is zo groot dat het mannetje en vrouwtje lange tijd werden aangezien voor twee verschillende soorten.

## Kenmerken
Het mannetje is overwegend groen met blauwe en rode accenten aan de vleugels en enkele kleurnuances aan de staart. Het vrouwtje is overwegend rood met blauwe accenten aan de vleugels en aan de bovenkant van de rug en wat afwijkende kleuren aan de staart. Mannetjes hebben een oranje en gele snavel, terwijl die van de vrouwtjes zwart is. De lichaamslengte bedraagt 35 tot 42 cm en het gewicht ca. 500 gram.

## Leefwijze
In hun leefgebied voeden ze zich in hoofdzaak met het vruchtvlees van diverse vruchten (bananen, papaya, vijgen). Verder bestaat de voeding uit nectar, bessen, zaden, noten en bloesems van vruchtdragende bomen en struiken. Regelmatig dringen ze maïsplantages binnen om zich daar tegoed te doen aan het rijpende maïs.

## Verspreiding en leefgebied
Deze standvogel komt  voor op de Molukken. De nauw verwante soorten op Soemba, in Nieuw-Guinea en Noord-Australië worden niet meer als ondersoorten, maar als aparte soorten beschouwd. Deze soorten vertonen subtiele verschillen in uiterlijk die vooral waarneembaar zijn bij de vrouwtjes.
Er worden nog wel drie ondersoorten van de Molukse edelpapegaai onderscheiden:
- E. r. vosmaeri: de eilandengroep van  Morotai tot Obi (noordelijke  Molukken).
- E. r. roratus: Buru, Seram, Ambon, Haruku en Saparua (Midden- en zuidelijke Molukken)
- E. r. westermani: taxon met onduidelijke status, alleen bekend van vogels uit gevangenschap afkomstig uit gebied van de Bandazee. Mogelijk bastaards of anders uitgestorven.

De Molukse edelpapegaai bewoont tropisch oerwoud, gedeeltelijk beboste gebied en boomsavanne tot op hoogtes van 1900 meter en bovendien mangroven. Ook brengen ze regelmatige bezoeken aan landbouwgebieden waar ze zich te goed doen aan de aldaar verbouwde gewassen.  Verder laten ze zich nog weleens zien op plantages en in plantsoenen. Buiten de broedtijd worden de vogels vaak alleen gezien of in kleine (familie) groepjes. Vrijwel nooit worden ze waargenomen in groepen van meerdere vogels.

## Status
De Molukse edelpapegaai heeft een betrekkelijk groot verspreidingsgebied en daardoor is de kans op de status  kwetsbaar (voor uitsterven) gering. De grootte van de wereldpopulatie in 2019 geschat op 7.300 tot 51.000 volwassen dieren. De populatie gaat in aantal achteruit. Echter, het tempo ligt onder de 30% in tien jaar (minder dan 3,5% per jaar). Om deze redenen staat de soort als niet bedreigd op de Rode Lijst van de IUCN.